# Anders Gabriel Duhre
Anders Gabriel Duhre var en svensk matematiker.
Duhre utnämndes 1715 till auskultant i Bergskollegium och höll 1717–1723 föreläsningar i matematik vid Fortifikationskontoret i Stockholm, fick genom riksens ständers bemedling år 1723 Ultuna kungsladugård åt sig upplåten och anlade där ett "matematisk-ekonomiskt" laboratorium, det vill säga en teknisk skola eller slöjdskola (som likväl av ekonomiska skäl upphörde 1731), anordnade 1724 i Uppsala en föreläsningskurs i de matematiska vetenskaperna, var 1717-31 Bergskollegiets stipendiat och levde ännu 1738. 
Hans arbeten En grundelig anledning til mathesin universalem och algebram (utgiven av Georg Brandt 1718) och Första delen af en grundad geometria (1721) var de första svenska läroböcker, i vilka hänsyn togs till de matematiska forskningarna utomlands under senare hälften av 1600-talet. Duhre visar sig i dem väl förtrogen med Wallis "Arithmetica infinitorum" och Newtons "Arithmetica universalis" samt citerar för övrigt arbeten av Jacques Bernoulli, John Pell, John Keill med flera. 
Han hade stort anseende som matematiker, men tycks, till följd av bristande talegåvor och stor tankspriddhet, ha varit mindre lycklig som lärare. Emellertid tillkommer honom äran att ha handledt "Sveriges förste matematiker", Samuel Klingenstierna, samt förmått denne att uteslutande ägna sig åt matematiska studier. 
Ännu mera namnkunnig blev Duhre genom sina förslag till den tekniska undervisningens upphjälpande. Den vidlyftigaste av hans skrifter i denna fråga är Sveriges högsta välstånd, bygdt uppå en œconomisk grundval (1738), vari föreslås inrättandet av en storartad societet, vilken skulle vara på en gång lantbruks-, bergs- och slöjdskola samt teknisk undervisningsanstalt, men vars realiserande naturligtvis stötte på oövervinneliga hinder.